# CTNNAL1
CTNNAL1‏ (Catenin alpha like 1) هوَ بروتين يُشَفر بواسطة جين CTNNAL1 في الإنسان.